# 栃木市立栃木東中学校
栃木市立栃木東中学校（とちぎしりつ とちぎひがしちゅうがっこう）は、栃木県栃木市日ノ出町にある公立中学校。

## 沿革
- 1949年
  - 4月3日 - 栃木市立栃木東中学校として創立。
  - 4月11日 - 開校式・第1回入学式を挙行。
- 1953年11月27日 - 校旗・校歌制定。

## 教育方針
- 校訓
  - 自主・友愛・奉仕

- 教育目標
  - よく考え、自ら学ぶ生徒
  - 豊かな心と強い意志をもった生徒
  - 健康で、自他の生命を大切にする生徒

## 施設
- 校舎 - 地上4階建て
  - 普通教室棟
  - 特別教室棟
- 屋内運動場
- 剣道場
- 屋外プール
- 部室棟

## 日課
|                  | 月曜日      | 火・木・金曜日 | 水曜日      |
| ---------------- | ----------- | -------------- | ----------- |
| 健康観察         | 8:10-8:15   | 8:10-8:15      | 8:10-8:15   |
| 集会・読書・学習 | -           | 8:15-8:30      | 8:15-8:30   |
| 朝の会           | 8:15-8:25   | 8:30-8:40      | 8:15-8:25   |
| 1校時            | 8:30-9:20   | 8:45-9:35      | 8:30-9:20   |
| 2校時            | 9:30-10:20  | 9:45-10:35     | 9:30-10:20  |
| 3校時            | 10:30-11:20 | 10:45-11:35    | 10:30-11:20 |
| 4校時            | 11:30-12:20 | 11:45-12:35    | 11:30-12:20 |
| 給食             | 12:20-13:00 | 12:35-13:20    | 12:20-13:00 |
| 昼休み           | 13:00-13:20 | 13:20-13:35    | 13:00-13:20 |
| 5校時            | 13:20-14:10 | 13:35-14:25    | 13:20-14:10 |
| 6校時            | 14:20-15:10 | 14:35-15:25    | -           |
| 清掃             | 15:20-15:35 | 15:35-15:50    | -           |
| 帰りの会         | 15:40-15:50 | 15:55-16:05    | 14:15-14:25 |
| 部活動           | -           | 16:15-         | 15:15-      |

## 通学区域
栃木地域北東部に相当する栃木市立栃木第三小学校学区のほぼ全域、栃木中央小学校学区の一部が栃木東中学校の学区となっている。
- 日ノ出町
- 泉町
- 大町
- 昭和町
- 錦町

- 嘉右衛門町
- 入舟町
- 小平町
- 万町の一部

- 平柳町1丁目
- 箱森町の一部
- 倭町の一部
- 本町の一部

## 周辺
- 栃木税務署
- 栃木市市民会館

## 交通
- 東武鉄道宇都宮線・日光線 新栃木駅より約950m